# Санта-Маргерита-д'Адідже
Санта-Маргерита-д'Адідже, Санта-Марґерита-д'Адідже (італ. Santa Margherita d'Adige, вен. Santa Margherita d'Adese) — муніципалітет в Італії, у регіоні Венето, провінція Падуя.
Санта-Маргерита-д'Адідже розташована на відстані близько 380 км на північ від Рима, 70 км на захід від Венеції, 34 км на південний захід від Падуї.
Населення — 2316 осіб (2014).
Щорічний фестиваль відбувається 3 лютого. Покровитель — святий Власій.

## Демографія
Населення за роками:

Станом на 31 грудня 2014 року в муніципалітеті офіційно проживало 120 іноземців з 10 країн, серед них 43 громадяни країн Євросоюзу та 6 громадян України.

## Сусідні муніципалітети
- Мельядіно-Сан-Фіденціо
- Мельядіно-Сан-Вітале
- Оспедалетто-Еуганео
- П'яченца-д'Адідже
- Понсо
- Салетто